# Dissothrix imbricata
Dissothrix imbricata là một loài thực vật có hoa trong họ Cúc. Loài này được (Gardner) Robinson mô tả khoa học đầu tiên năm 1906.